# Victor Arfvidson
Victor Alfred Arfvidson, född 1887 i Göteborg, död 16 juli 1921 i Göteborg, var en svensk skådespelare.
Arfvidson är begravd på Östra kyrkogården i Göteborg.

## Filmografi
- 1911 – Opiumhålan
- 1912 – Två svenska emigranters äfventyr i Amerika
- 1912 – Samhällets dom
- 1912 – Kolingens galoscher
- 1912 – Det gröna halsbandet
- 1912 – Agaton och Fina
- 1912 – Ett hemligt giftermål eller Bekännelsen på dödsbädden
- 1912 – Bränningar eller Stulen lycka
- 1912 – Musikens makt
- 1912 – I lifvets vår
- 1912 – Laban Petterkvist tränar till Olympiska spelen
- 1912 – Farbror Johannes ankomst till Stockholm eller Hvad en glad frukost på Metropol kan ställa till
- 1913 – Mannekängen
- 1913 – Med vapen i hand
- 1913 – En skärgårdsflickas roman
- 1914 – Halvblod
- 1914 – Prästen
- 1915 – En förvillelse
- 1915 – Rosen på Tistelön
- 1915 – Strejken
- 1915 – En förvillelse
- 1916 – Vägen utför
- 1916 – Nattens barn
- 1916 – Svärmor på vift eller Förbjudna vägar
- 1916 – Bengts nya kärlek eller Var är barnet?
- 1916 – Fången på Karlstens fästning
- 1916 – I minnenas band
- 1917 – Mellan liv och död
- 1917 – I mörkrets bojor
- 1917 – Mysteriet natten till den 25:e
- 1918 – Storstadsfaror